# Rover-BRM
Chronologie des modèles
La Rover-BRM est une automobile de Sport-prototypes britannique dessinée en 1963 dans l'objectif de concourir aux 24 Heures du Mans et ainsi remporter une récompense offerte par l'Automobile Club de l'Ouest.